# Ahaggar
Ahaggar er et bjergområde i det centrale Sahara i Algeriet.